# 1983 год в истории железнодорожного транспорта
1983 год в истории железнодорожного транспорта

## События
- В СССР на Октябрьской железной дороге прошла испытания двухконтурная система автоведения для пассажирских поездов с электровозом ЧС200.[1]

## Новый подвижной состав
- Чехословацкий завод «Шкода» начал выпуск электровозов постоянного тока серии ЧС7 для железных дорог СССР.
- Тот же завод выпустил первые два опытных электровоза переменного тока серии ЧС8.
- Alstom выпустил 2,5 высокоскоростных электропоезда серии TGV La Poste, предназначенных для перевозки почты и посылок.